# Saison NBA 1951-1952
Navigation
Saison 1950-1951 Saison 1952-1953
La saison NBA 1951-1952 est la 3e saison de la NBA (6e en comptant les trois saisons de BAA). La saison se termine sur la victoire des Minneapolis Lakers face aux New York Knickerbockers 4 matches à 3.

## Faits notables
- Les Tri-Cities Blackhawks déménagent de Tri-Cities (ville formée par Davenport, Moline et Rock Island) et s'installent à Milwaukee, devenant les Milwaukee Hawks.
- Le NBA All Star Game est joué à Boston. L'Est bat l'Ouest 108-91, emmené par le MVP de la rencontre, Paul Arizin des Warriors de Philadelphie.

## Classement final
| Champion de division | Qualifié pour les playoffs | Éliminé des playoffs |

| Division Est             | V  | D  | PCT  | GB |
| ------------------------ | -- | -- | ---- | -- |
| Nationals de Syracuse    | 40 | 26 | .606 | -  |
| Celtics de Boston        | 39 | 27 | .591 | 1  |
| Knicks de New York       | 37 | 29 | .561 | 3  |
| Warriors de Philadelphie | 33 | 33 | .500 | 7  |
| Bullets de Baltimore     | 20 | 46 | .303 | 20 |

| Division Ouest           | V  | D  | PCT  | GB |
| ------------------------ | -- | -- | ---- | -- |
| Royals de Rochester      | 41 | 25 | .621 | -  |
| Lakers de Minneapolis    | 40 | 26 | .606 | 1  |
| Olympians d'Indianapolis | 34 | 32 | .515 | 7  |
| Pistons de Fort Wayne    | 29 | 37 | .439 | 12 |
| Hawks de Milwaukee       | 17 | 49 | .258 | 24 |

## Leaders de la saison régulière
| Catégorie            | Joueur       | Franchise                | Stat |
| -------------------- | ------------ | ------------------------ | ---- |
| Points par match     | Paul Arizin  | Warriors de Philadelphie | 25.4 |
| Rebonds par match    | George Mikan | Minneapolis Lakers       | 13.5 |
| Assists par match    | Andy Phillip | Warriors de Philadelphie | 8.2  |
| % à 2 points         | Paul Arizin  | Warriors de Philadelphie | 44.8 |
| % aux lancers francs | Bobby Wanzer | Rochester Royals         | 90.4 |

## Play-Offs
|  | Demi-finales de Division | Demi-finales de Division | Demi-finales de Division |                       |   | Finales de Division   | Finales de Division | Finales de Division |  |  | Finales NBA | Finales NBA        | Finales NBA |
|  |                          |                          |                          |                       |   |                       |                     |                     |  |  |             |                    |             |
|  | 1                        | Nationals de Syracuse    | 2                        |                       |   |                       |                     |                     |  |  |             |                    |             |
|  | 4                        | Warriors de Philadelphie | 1                        |                       |   |                       |                     |                     |  |  |             |                    |             |
|  | 4                        | Warriors de Philadelphie | 1                        |                       | 3 | Knicks de New York    | 3                   |                     |  |  |             |                    |             |
|  | Division Est             |                          |                          |                       | 3 | Knicks de New York    | 3                   |                     |  |  |             |                    |             |
|  |                          |                          | 1                        | Nationals de Syracuse | 1 |                       |                     |                     |  |  |             |                    |             |
|  | 3                        | Knicks de New York       | 1                        | Nationals de Syracuse | 1 | 2                     |                     |                     |  |  |             |                    |             |
|  | 3                        | Knicks de New York       |                          |                       |   | 2                     |                     |                     |  |  |             |                    |             |
|  | 2                        | Celtics de Boston        | 1                        |                       |   |                       |                     |                     |  |  |             |                    |             |
|  |                          |                          |                          |                       |   |                       |                     |                     |  |  | E3          | Knicks de New York | 3           |
|  |                          |                          | O2                       | Lakers de Minneapolis | 4 |                       |                     |                     |  |  |             |                    |             |
|  | 1                        | Royals de Rochester      | 2                        |                       |   |                       |                     |                     |  |  |             |                    |             |
|  | 4                        | Pistons de Fort Wayne    | 0                        |                       |   |                       |                     |                     |  |  |             |                    |             |
|  | 4                        | Pistons de Fort Wayne    | 0                        |                       | 2 | Lakers de Minneapolis | 3                   |                     |  |  |             |                    |             |
|  | Division Ouest           |                          |                          |                       | 2 | Lakers de Minneapolis | 3                   |                     |  |  |             |                    |             |
|  |                          |                          | 1                        | Royals de Rochester   | 1 |                       |                     |                     |  |  |             |                    |             |
|  | 2                        | Lakers de Minneapolis    | 1                        | Royals de Rochester   | 1 | 2                     |                     |                     |  |  |             |                    |             |
|  | 2                        | Lakers de Minneapolis    |                          |                       |   | 2                     |                     |                     |  |  |             |                    |             |
|  | 3                        | Olympians d'Indianapolis | 0                        |                       |   |                       |                     |                     |  |  |             |                    |             |

### Demi-finales de Division

#### Eastern Division
- Syracuse Nationals - Warriors de Philadelphie 2-1
- New York Knickerbockers - Celtics de Boston 2-1

#### Western Division
- Rochester Royals - Fort Wayne Pistons 2-0
- Minneapolis Lakers - Indianapolis Olympians 2-0

### Finales de Division

#### Eastern Division
- New York Knickerbockers - Syracuse Nationals 3-1

#### Western Division
- Minneapolis Lakers - Rochester Royals 3-1

### Finales NBA
- Minneapolis Lakers - New York Knickerbockers 4-3

## Récompenses individuelles
- All-NBA First Team :
  - Paul Arizin, Warriors de Philadelphie
  - Bob Cousy, Celtics de Boston
  - Ed Macauley, Celtics de Boston
  - Bob Davies, Rochester Royals
  - Dolph Schayes, Syracuse Nationals
  - George Mikan, Minneapolis Lakers

- All-NBA Second Team :
  - Vern Mikkelsen, Minneapolis Lakers
  - Andy Phillip, Warriors de Philadelphie
  - Larry Foust, Fort Wayne Pistons
  - Jim Pollard, Minneapolis Lakers
  - Bobby Wanzer, Rochester Royals